# 111468 Alba Regia
111468 Alba Regia è un asteroide della fascia principale. Scoperto nel 2001, presenta un'orbita caratterizzata da un semiasse maggiore pari a 3,0160244 UA e da un'eccentricità di 0,1849603, inclinata di 8,04870° rispetto all'eclittica.
L'asteroide è dedicato all'omonimo insediamento di epoca romana corrispondente all'odierna Székesfehérvár in Ungheria.